# Chiesa di Santa Maria Assunta (Casale sul Sile)
La chiesa di Santa Maria Assunta è la parrocchiale di Casale sul Sile, in provincia e diocesi di Treviso; fa parte del vicariato di Mogliano Veneto.

## Storia
Si tratta di una delle più antiche chiese della zona, eretta probabilmente dai vescovi di Altino nel V secolo. Questa ipotesi è suffragata da due elementi in particolare: la proclamazione dei dogmi mariani ai concilio di Efeso (431), che fece proliferare i luoghi di culto dedicati alla Vergine; la posizione lungo l'antichissima strada che, scorrendo lungo la riva destra del Sile, congiungeva Altino a Treviso.
Passò poi alla diocesi di Treviso e nella bolla Justis fratrum del 1152 viene citata tra le pievi della stessa. Da una documentazione più tarda (1297) sappiamo che le erano sottoposte otto cappelle: San Martino di Lughignano, Sant'Andrea di Bonisiolo, Sant'Elena di Zerman, San Martino di Bocca del Silone, Sant'Odorico di Musestre, Sant'Elena sul Sile, Santi Vittore e Corona di Cendon, San Sisto di Nerbon. È probabile che a questo elenco vadano aggiunte altre chiese di cui non resta traccia nella documentazione.
La chiesa subì poi vari rifacimenti e sono documentate diverse riconsacrazioni tra i secoli XVI e XVII, ovvero nel 1532, nel 1662 e nel 1693.
La nuova parrocchiale venne costruita nella prima metà del XVIII secolo in stile neoclassico veneziano; la consacrazione fu poi impartita il 13 ottobre 1726 dal vescovo di Treviso Augusto Zacco. Il presbiterio venne poi ampliato nel 1796.
Nel 2003 il tetto fu oggetto di un intervento di rinforzo e di risistemazione, mentre poi nel 2005 venne installato il nuovo impianto di riscaldamento a pavimenti radianti.

## Descrizione

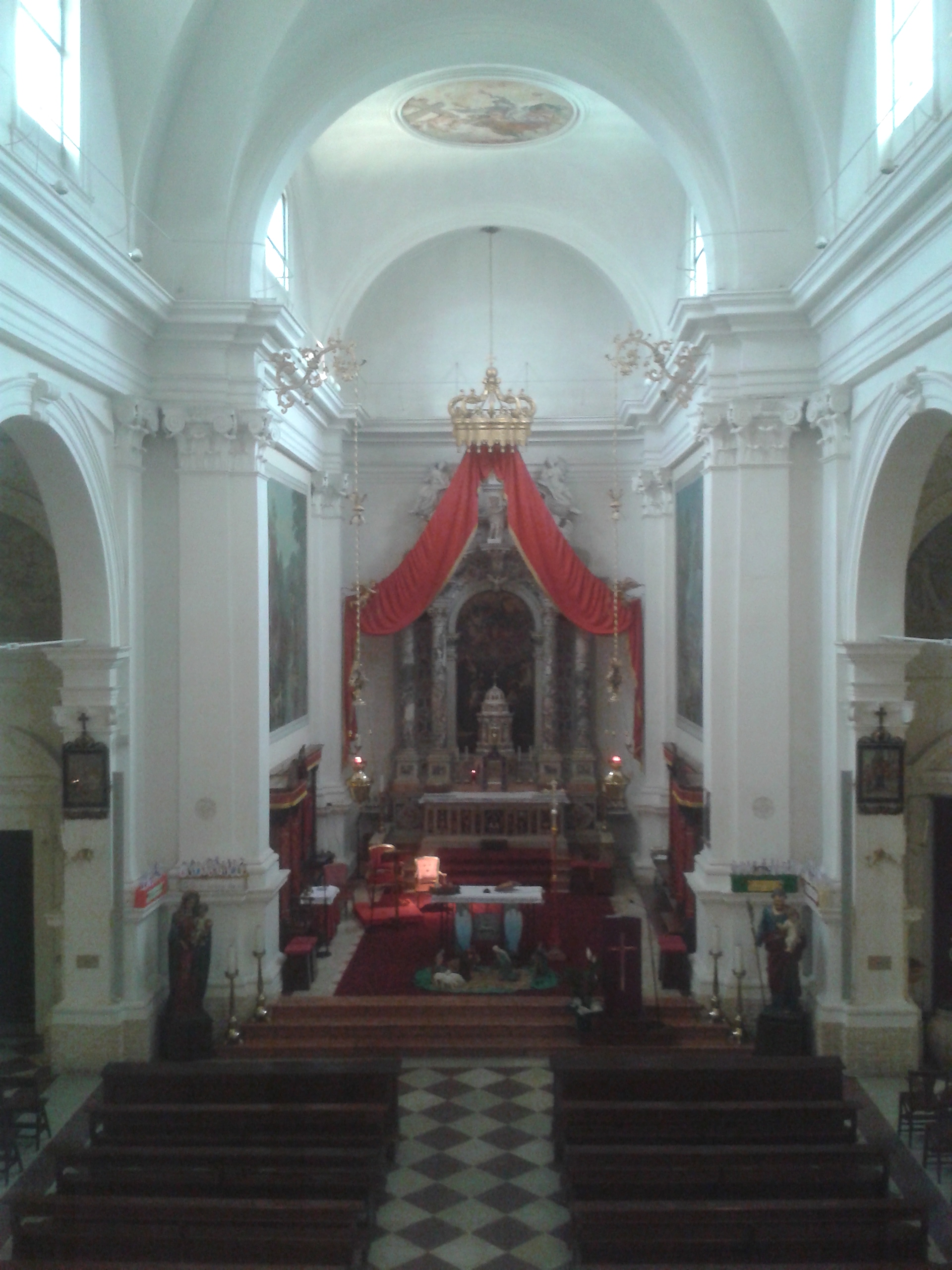
L'interno

Il tempio, a tre navate, presenta particolare rilevanza artistica per il soffitto affrescato dal veneziano Giandomenico Tiepolo, nella seconda metà del XVIII secolo, dopo il periodo trascorso dall'artista in Baviera, con l'illustre padre Giambattista e il fratello Lorenzo, a decorare la residenza di un principe vescovo germanico. I preziosi affreschi nella volta dell'ampia navata centrale ritraggono nella gloria celeste i santi protettori della pieve: san Vincenzo Ferreri e san Ciriaco martire. 
Pregevoli gli altari delle navate laterali, decorati con intarsi marmorei policromi, tra cui spicca quello del Cristo Crocifisso, rappresentato in marmo bianco.

## Iltesoro della Pieve
L'importante tesoro storico-artistico della parrocchiale, mai organizzato in un percorso espositivo-divulgativo per la collettività, testimonia nei secoli l'importanza della pieve casalese sia come luogo di culto che, strategicamente, di traffici economico-commerciali aventi sempre come vettore fondamentale il Sile, vera arteria fluviale: statuaria sacra ceramico-lignea, preziosi paramenti e ornamenti sacri, calici, ostensori e suppellettili ad uso religioso, antichi preziosi reliquiari (come quello della Santissima Croce per la processione del Venerdì santo). Rilevante anche il plurisecolare archivio parrocchiale, fonte di ricerca fondamentale per gli storici del luogo.